# Angela Pressey
Angela Michelle Pressey Forsett (Tulsa, 6 giugno 1986) è una pallavolista statunitense.
Gioca nel ruolo di schiacciatrice.

## Carriera
La carriera di Angela Pressey inizia nel 2004 con la squadra universitaria della University of California, Berkeley, dove resta per quattro stagioni. Il miglior risultato con la maglia dei Golden Bears è la finale regionale, persa contro la University of Nebraska–Lincoln, nel 2007, quando viene anche inserita nell'All-Tournament Team. Nel 2008 ottiene la prima convocazione in nazionale, a cui si dedica esclusivamente fino al 2009.
Nel 2009, viene ingaggiata dalle Llaneras de Toa Baja, con cui vince la Liga Superior, pur saltando per infortunio la fase finale dei play-off. Nel corso dell'estate del 2009, vince la medaglia d'argento alla Final Four Cup, dove viene premiata come miglior realizzatrice della manifestazione. Nel 2010, torna a giocare nel campionato portoricano, nelle Vaqueras de Bayamón; con la nazionale vince una nuova medaglia d'argento, questa volta al Montreux Volley Masters. Sempre nel 2010, viene ingaggiata dallo Schwechat Post, con cui vince la 1. Bundesliga austriaca. Durante l'estate del 2011 vince la medaglia di bronzo sia ai XVI Giochi panamericani che alla Coppa panamericana. Nella stagione 2012 viene ingaggiata dalle Lancheras de Cataño, con le quali si aggiudica nuovamente il campionato portoricano. Successivamente si prende una pausa dalla pallavolo per maternità.

## Vita privata
È figlia a Paul Pressey, ex cestista ed allenatore di pallacanestro professionista nella NBA. È inoltre sposata con Justin Forsett, giocatore di football americano professionista.

## Palmarès

### Club
- Campionato portoricano: 2

2009, 2012
- Campionato austriaco: 1

2010-11

### Nazionale (competizioni minori)
- Final Four Cup 2009
- Montreux Volley Masters 2010
- Giochi panamericani 2011
- Coppa panamericana 2011

### Premi individuali
- 2007 - Division I NCAA statunitense: All-Tournament Team della fase regionale
- 2009 - Final Four Cup: Miglior realizzatrice